# Đại học Waseda
Đại học Waseda (早稲田大学 (Tảo Đạo Điền đại học)), viết tắt là Sōdai (早大 (Tảo đại)), là một trong những trường đại học tư thục nổi tiếng hàng đầu Nhật Bản và châu Á. Trường đại học này có khu trường sở chính tọa lạc ở phía bắc Shinjuku, Tokyo. Trường được thành lập năm 1882 với tên Tokyo Senmon Gakko, trường đã được đổi tên thành Đại học Waseda năm 1902.
Waseda được tổ chức thành 36 khoa: 13 trường đại học và 22 trường sau đại học. Tính đến tháng 5 năm 2016, đã có 42.860 sinh viên đại học và 8,269 sinh viên tốt nghiệp. Ngoài một khu học xá trung tâm ở Shinjuku, trường còn tổ chức các trường đại học ở Chūō, Nishitōkyō, Tokorozawa, Honjō, và Kitakyūshū. Waseda cũng đang điều hành 21 viện nghiên cứu tại khuôn viên chính của Shinjuku. Thư viện Đại học Waseda là một trong những thư viện lớn nhất Nhật Bản và hiện đang giữ khoảng 4,5 triệu bản và 46,000 bản.
Waseda liên tục là một trong những trường đại học có quá trình tuyển chọn có uy tín nhất trong các trường đại học Nhật Bản. Trường thường được so sánh cùng với Đại học Keio, đối thủ của trường, cho danh hiệu trường đại học tư nhân tốt nhất ở Nhật Bản. Trong giai đoạn 2015-2016, Waseda đứng thứ 212 trong Bảng xếp hạng Đại học Thế giới của QS. Waseda là một trong những trường đại học hàng đầu của Nhật được phân bổ kinh phí bổ sung theo dự án "Global 30" của Bộ Giáo dục, Khoa học và Công nghệ để tăng cường khả năng cạnh tranh giáo dục toàn cầu của Nhật Bản.
Cựu sinh viên nổi bật của trường này có 7 vị thủ tướng thời hậu chiến, rất nhiều các văn hào nổi tiếng, trong đó có Murakami Haruki. Có 7 CEO trong Fortune Global 2007 tốt nghiệp trường này, bao gồm Yanai Tadashi, Giám đốc điều hành UNIQLO, Idei Nobuyuki, cựu CEO của Sony, Fukui Takeo, cựu chủ tịch và CEO của Honda, Norio Sasaki, cựu CEO của Toshiba, Lee Kun-hee, Chủ tịch Tập đoàn Samsung, Sasaki Mikio, cựu Chủ tịch Mitsubishi, và Yamauchi Hiroshi cùng Furukawa Shuntaro, tương ứng là cựu Chủ tịch và Chủ tịch đương nhiệm của Nintendo. Ngoài ra còn có người 2 lần đạt huy chương vàng Olympic Hanyu Yuzuru. Đại học Waseda là một thành viên của Universitas 21.

## Lịch sử hình thành và phát triển
Trường đại học được học giả, chính trị gia samurai thời kỳ Meiji và cựu Thủ tướng Okuma Shigenobu thành lập năm 1882, và được chỉ định là một trường đại học vào năm 1902. Trường ban đầu là một trường đại học với ba bộ phận thuộc hệ thống giáo dục đại học cũ của Nhật Bản.
Trong năm 1882, các trường đại học có khoa khoa học chính trị và kinh tế, pháp luật, và khoa học vật lý. Cùng với những bộ phận này, một khóa học tiếng Anh được thành lập, nơi các học sinh của tất cả các phòng ban có thể học tiếng Anh.
Ba năm sau, khoa khoa học vật lý đã bị đóng cửa vì có quá ít người nộp đơn. Khoa khoa học và kỹ thuật được thành lập vào năm 1908.
Khoa văn học được thành lập vào năm 1890.Khoa giáo dục được thành lập vào năm 1903, và khoa thương mại thành lập năm 1904.
Phần lớn trường đã bị phá hủy trong các vụ đánh bom lửa tại Tokyo trong Thế chiến II, nhưng trường đại học được xây dựng lại và mở lại vào năm năm 1949. Nó đã phát triển để trở thành một trường đại học toàn diện với hai trường trung học phổ thông và trường học của nghệ thuật và kiến trúc.

## Tổ chức

### Chương trình đại học
- Trường Khoa học Chính trị và Kinh tế
- Trường Luật
- Trường Văn hoá, Truyền thông và Xã hội
- Trường Nhân văn và Khoa học Xã hội
- Trường Giáo dục
- Trường Thương mại
- Trường Khoa học và Kỹ thuật căn bản
- Trường Khoa học và Kỹ thuật sáng tạo
- Trường Khoa học và Kỹ thuật cao cấp
- Trường Khoa học Xã hội
- Trường Khoa học Con người
- Trường Khoa học Thể thao
- Trường Nghiên cứu Tự do Quốc tế

### Chương trình sau đại học
- Trường cao học Khoa học Chính trị
- Trường cao học Kinh tế
- Trường cao học Luật
- Trường cao học Văn chương và Khoa học
- Trường cao học Thương mại
- Trường cao học Khoa học và Kỹ thuật căn bản
- Trường cao học Khoa học và Kỹ thuật sáng tạo
- Trường cao học Khoa học và Kỹ thuật cao cấp
- Trường cao học Giáo dục
- Trường cao học Khoa học Con người
- Trường cao học Khoa học Xã hội
- Trường cao học Nghiên cứu Châu Á-Thái Bình Dương
- Trường cao học Nghiên cứu Thông tin và Viễn thông Toàn cầu
- Trường cao học Ngôn ngữ học Ứng dụng Nhật Bản
- Trường cao học Thông tin, Sản xuất và Hệ thống
- Trường cao học Khoa học Thể thao
- Trường Kinh tế
- Trường Quản trị công Okuma
- Trường Luật
- Trường cao học Tài chính, Kế toán và Luật
- Trường cao học Kế toán
- Trường cao học Môi trường và Năng lượng
- Trường cao học Báo chí

### Viện nghiên cứu
- Phòng thí nghiệm Khoa học và Công nghệ Vật liệu Kagami
- Viện Luật So Sánh
- Viện Nghiên cứu Quản trị Kinh doanh
- Viện Nghiên cứu về các vấn đề Chính trị và Kinh tế đương đại
- Trung tâm nghiên cứu cao cấp về Khoa học Con người
- Viện Nghiên cứu cao cấp về Khoa học và Kỹ thuật
- Viện Nghiên cứu Châu Á-Thái Bình Dương
- Global Information and Telecommunication Institute
- Viện Viễn thông và Thông tin Toàn cầu
- Trung tâm tiếng Nhật
- Trung tâm Mạng Truyền thông
- Viện Nghiên cứu Môi trường
- Trung tâm An toàn Môi trường
- Trung tâm Nghiên cứu Tài chính
- Trung tâm Dịch vụ Con người
- Tổ chức Nghiên cứu toàn diện (Viện Nghiên cứu Dự án)
- Viện Khoa học Nano & Công nghệ Nano
- Viện Nghiên cứu hợp nhất về Khoa học và Y tế cao cấp
- Tổ chức Nghiên cứu Công nghệ Thông tin
- Tổ chức Nghiên cứu Châu Á
- Viện Nghiên cứu cao cấp Waseda (WIAS)

## Xếp hạng học thuật
Đại học Waseda được coi là một trong những trường đại học có uy tín nhất tại Nhật Bản. Trường đại học này cố gắng thúc đẩy trao đổi sinh viên và giảng viên cũng như nghiên cứu hợp tác thông qua các biên bản ghi nhớ ký kết với 432 tổ chức đối tác tại 79 quốc gia. Đại học Waseda có bài kiểm tra đầu vào khó nhất trong số các trường đại học tư học ở Nhật Bản cùng với Đại học Keio.

### Bảng xếp hạng tổng quát
Trường đứng thứ hai vào năm 2015–2016 trong bảng xếp hạng Truly Strong Universities (本当に強い大学) của Toyo Keizai. Trong một bảng xếp hạng khác, trường dự bị tiếng Nhật Kawaijuku xếp Waseda là trường đại học tốt thứ 13 ở Nhật Bản.
Theo Xếp hạng Đại học Thế giới của Times Higher Education 2016–2017, Waseda xếp thứ 601–800 trên toàn thế giới và thứ 121-130 ở Châu Á.
Ngoài ra, theo Bảng xếp hạng đại học thế giới Quacquarelli Symonds năm 2016–2017, Đại học Waseda được xếp hạng thứ 201 trên thế giới và thứ 41 ở châu Á. Trường Kinh tế Waseda và Trường Cao học Kinh tế Waseda đạt thứ hạng cao nhất - năm PALMS - trong bảng xếp hạng Universal Business Ranking năm 2013.
Năm 2014, Trung tâm Xếp hạng Đại học Thế giới đã xếp hạng Đại học Waseda thứ 40 (thế giới). Đại học Waseda cũng được xếp hạng 20 trên thế giới trong Times Higher Education Alma Mater Index: Global Executives 2013 top 100.

### Xếp hạng nghiên cứu
Nói chung, các trường đại học quốc gia ở Nhật Bản có các trình độ nghiên cứu tốt hơn; tuy nhiên, Waseda là một trong số ít các trường đại học tư thục cạnh tranh với các trường đại học quốc gia hàng đầu. Theo Weekly Diamond, Waseda có trình độ nghiên cứu cao thứ 12 ở Nhật Bản khi xét đến quỹ nghiên cứu cho mỗi nhà nghiên cứu trong Chương trình COE, và nó là một trong hai trường đại học tư thục duy nhất nằm trong top 15.
Vào ngày 16 tháng 2 năm 2004, Nikkei Shimbun đã thực hiện một cuộc khảo sát về trình độ nghiên cứu trong kỹ thuật dựa trên Thomson Reuters, Grants in Aid for Scientific Research và các bảng câu hỏi gửi đến những người đứng đầu 93 Trung tâm Nghiên cứu hàng đầu của Nhật Bản. Waseda xếp hạng 5 nói  chung, hạng 7 về lập kế hoạch nghiên cứu và hạng nhất về hợp tác kinh doanh - học thuật. Waseda là trường đại học tư thục duy nhất được xếp hạng trong top 5.
Asahi Shimbun tổng kết số lượng các tờ báo học thuật trên các tạp chí lớn hợp pháp của Nhật Bản tính theo trường đại học, và Waseda được xếp hạng 3 trong giai đoạn 2005–2009.

## Cựu sinh viên
Hiện tại có hơn 600.000 cựu sinh viên. Trong số các cựu sinh viên nổi tiếng của Đại học Waseda có nhiều chính trị gia hàng đầu, doanh nhân, nhà văn, kiến trúc sư, vận động viên, diễn viên, nhạc sĩ, nhà khoa học và những người có cả danh tiếng quốc gia và quốc tế. Để phát triển các kết nối cựu sinh viên, mạng Waseda bao gồm hơn 50 nhóm cựu sinh viên, hoặc "Tomonkai" trên sáu lục địa. Trong số các cựu sinh viên nổi tiếng là Ibuka Masaru, đồng sáng lập của Sony; Nhà văn nổi tiếng thế giới Murakami Haruki; Thủ tướng Nhật Bản Ishibashi Tanzan, Takeshita Noboru, Kaifu Toshiki, Obuchi Keizō, Mori Yoshirō, Fukuda Yasuo và Noda Yoshihiko; Lý Đại Chiêu, đồng sáng lập Đảng Cộng sản Trung Quốc;  đạo diễn đoạt giải Cành cọ vàng (Palme d'Or) Imamura Shohei; Yanai Tadashi, người sáng lập và giám đốc điều hành của Fast Retailing và là người giàu nhất Nhật; Sugihara Chiune, nhà ngoại giao Nhật Bản đã cứu 5.558 người Do Thái trong thời kỳ Holocaust; Arakawa Shizuka, Nhà vô địch trượt băng Olympic năm 2006; Nhà thơ tanka nổi tiếng Kitahara Hakushū; Kunikida Doppo, tiểu thuyết gia và nhà thơ thời Meiji ghi nhận là một trong những nhà phát minh chủ nghĩa tự nhiên Nhật Bản; Cựu thị trưởng thành phố Osaka Hashimoto Tōru và vận động viên từng thi đấu tại giải bóng chày Major League Baseball Aoki Norichika.

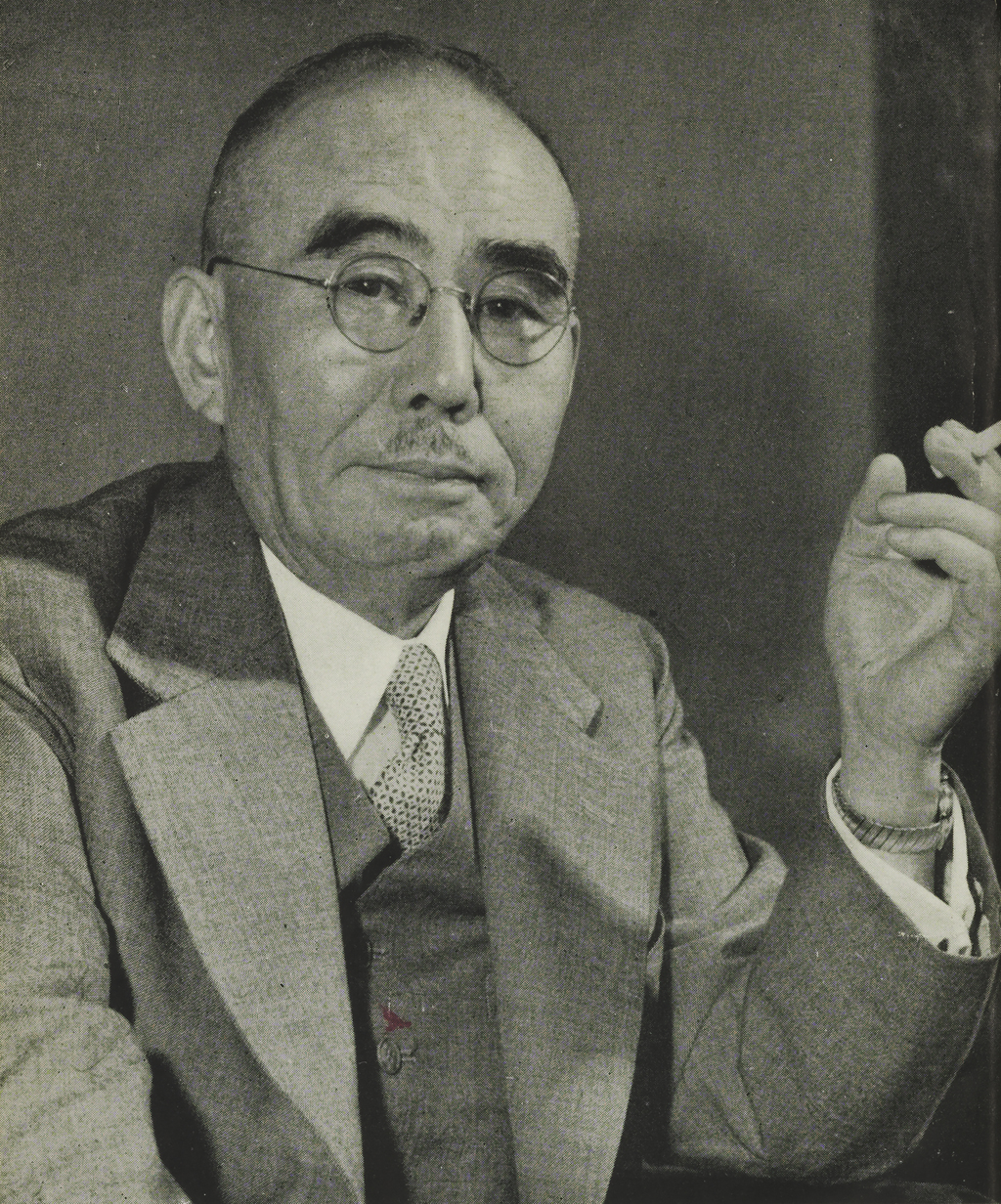
Ishibashi Tanzan
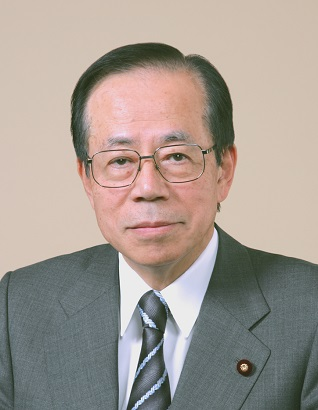
Fukuda Yasuo
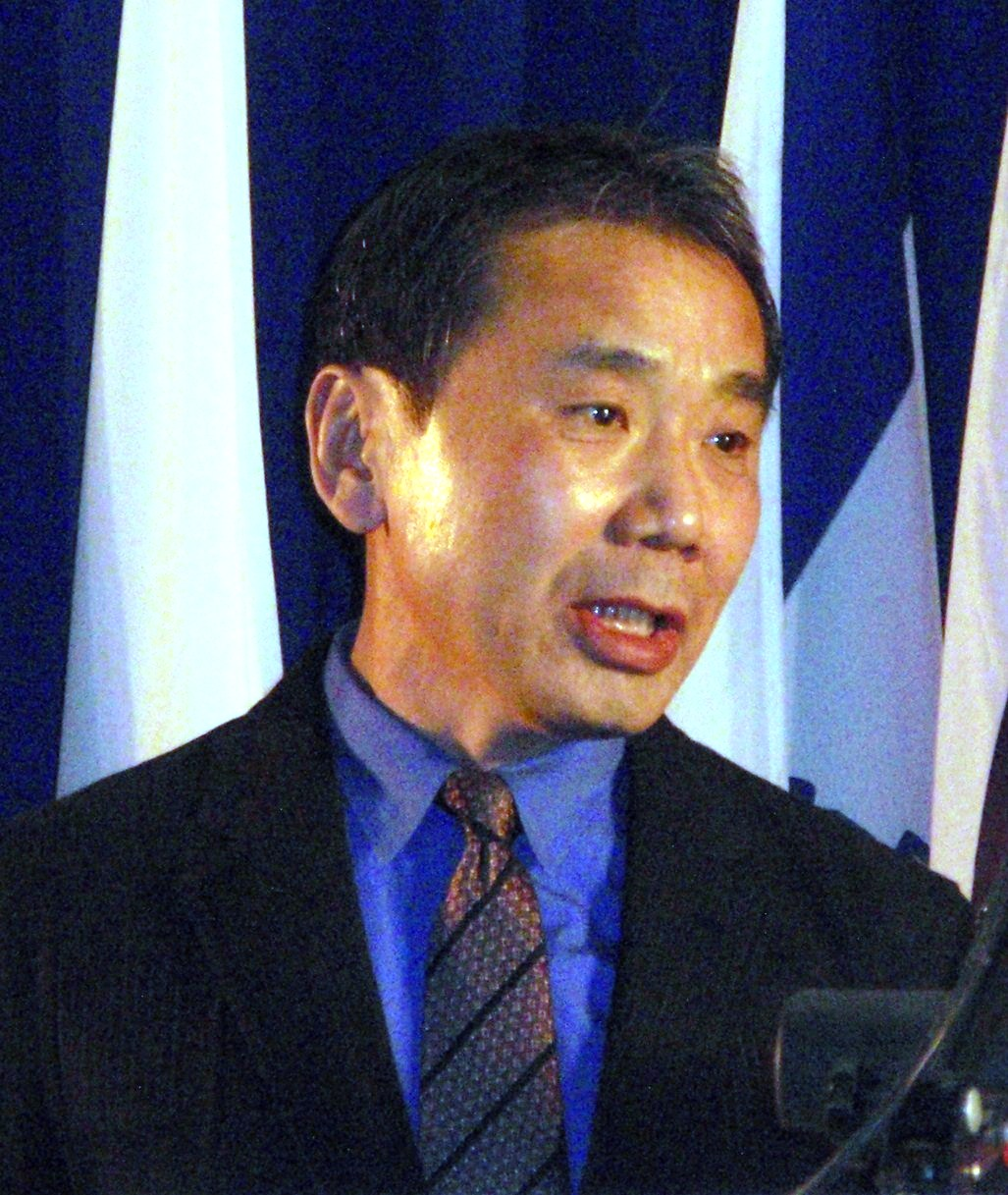
Murakami Haruki
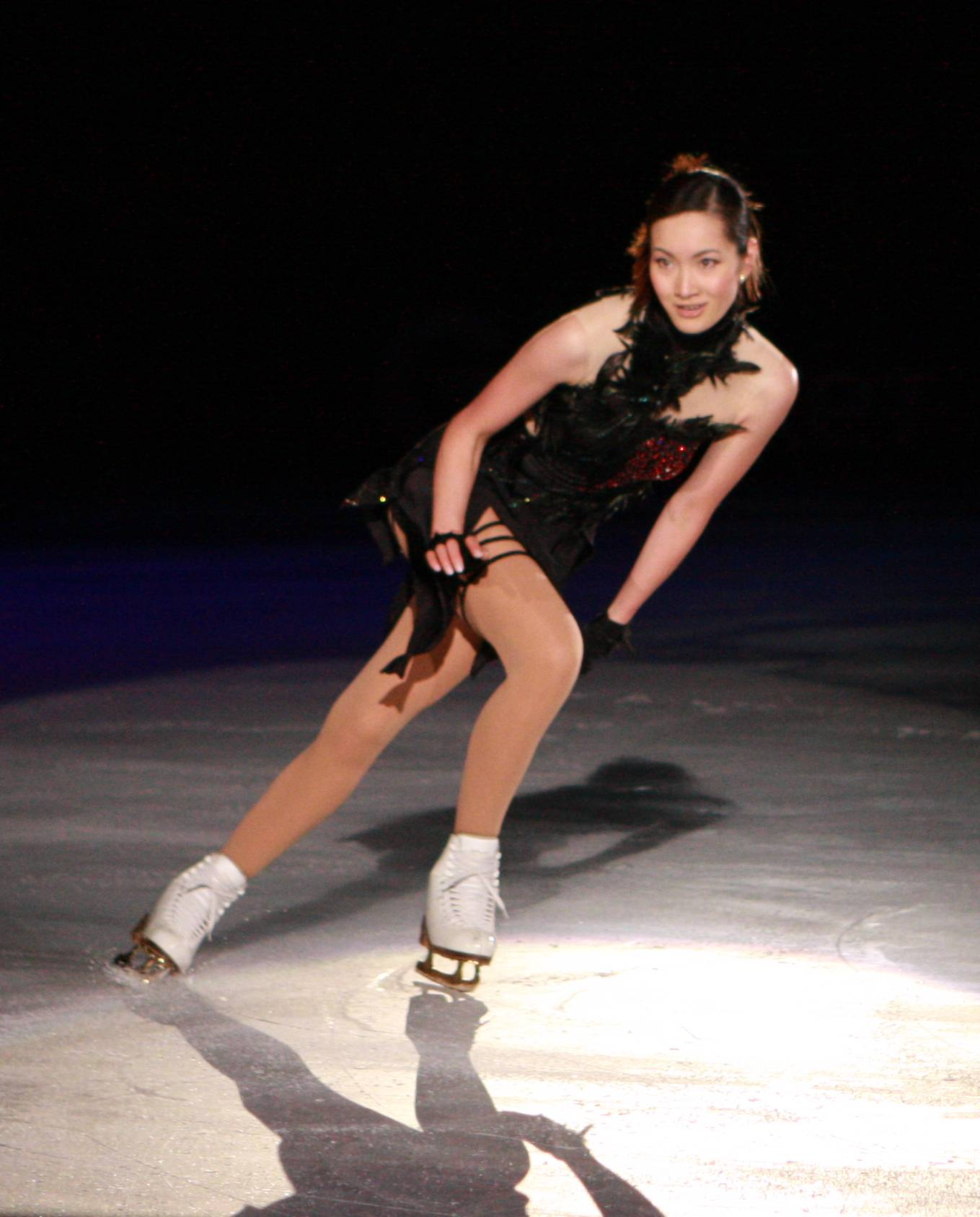
Arakawa Shizuka
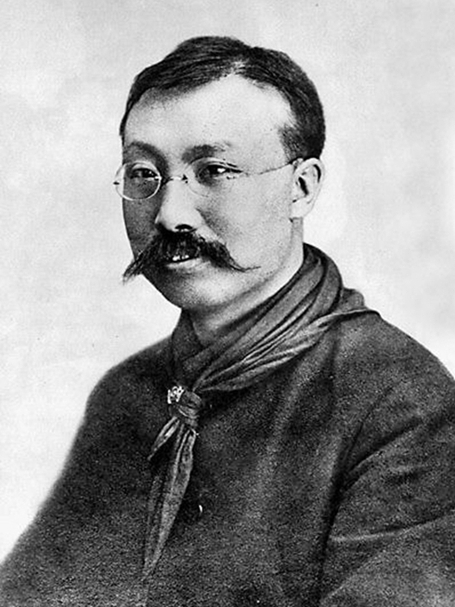
Lý Đại Chiêu
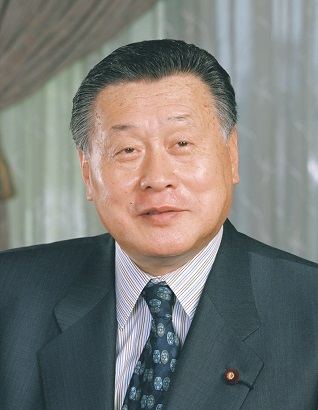
Mori Yoshirō
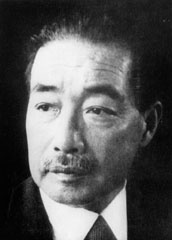
Kitahara Hakushū
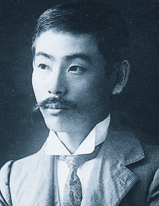
Kunikida Doppo
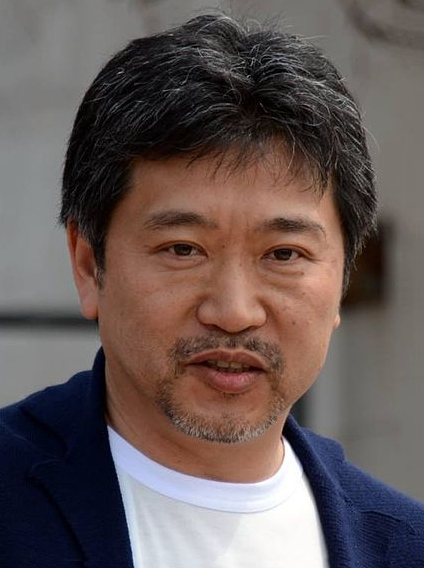
Koreeda Hirokazu
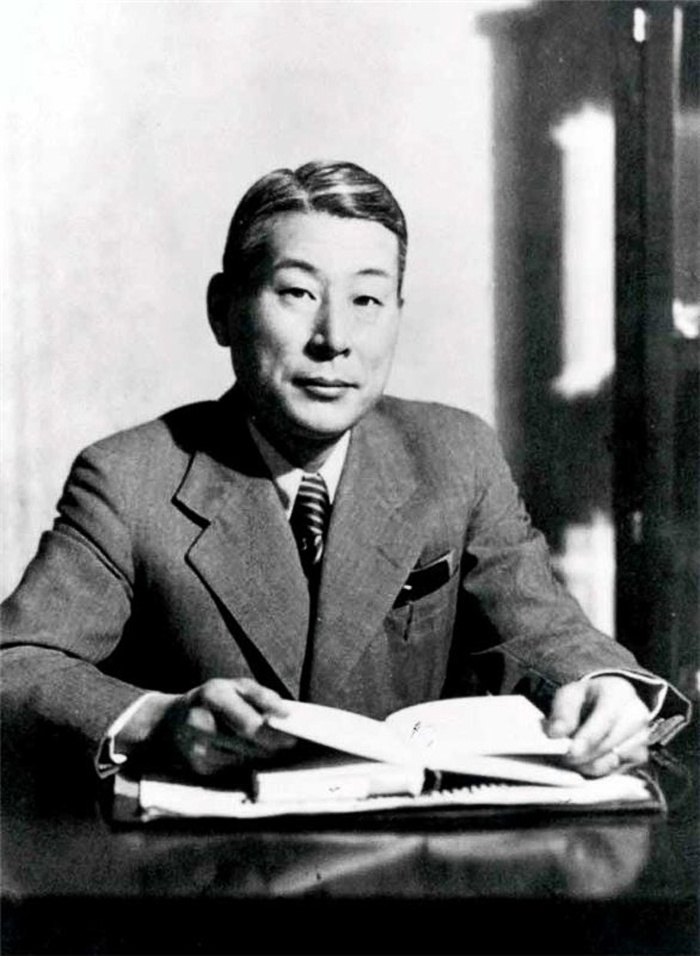
Sugihara Chiune
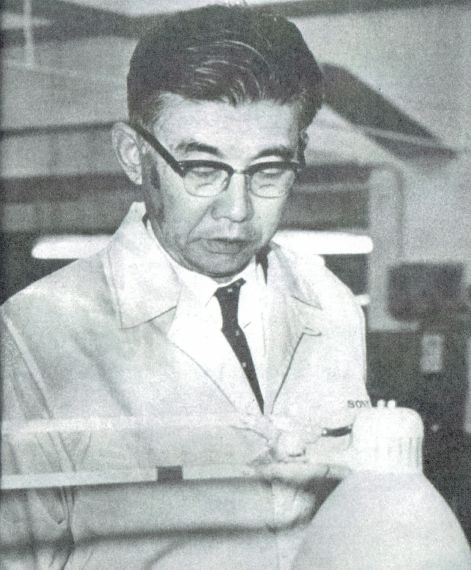
Ibuka Masaru
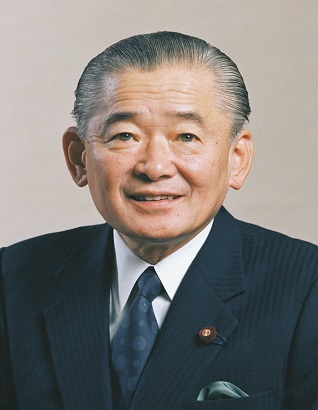
Takeshita Noboru
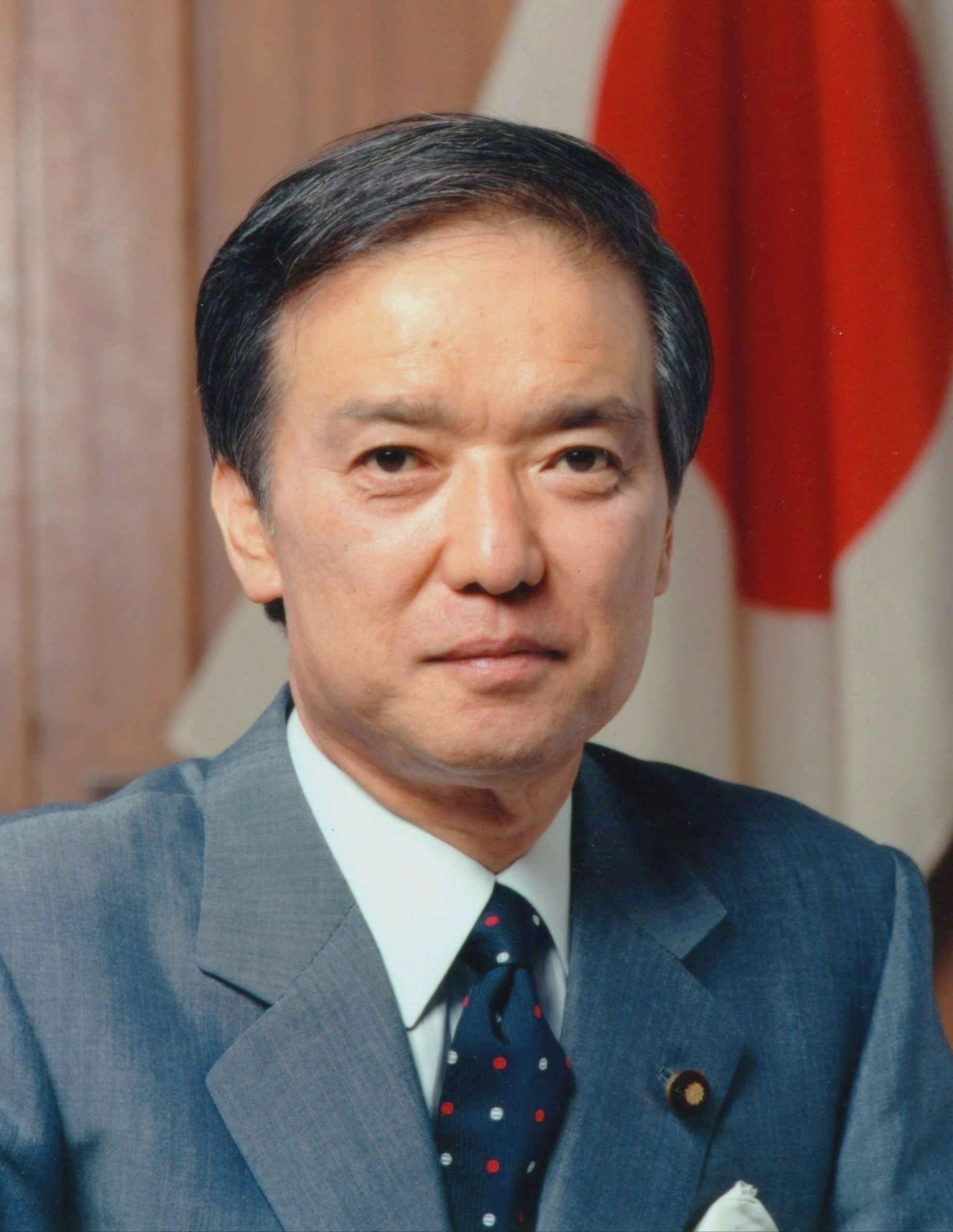
Kaifu Toshiki
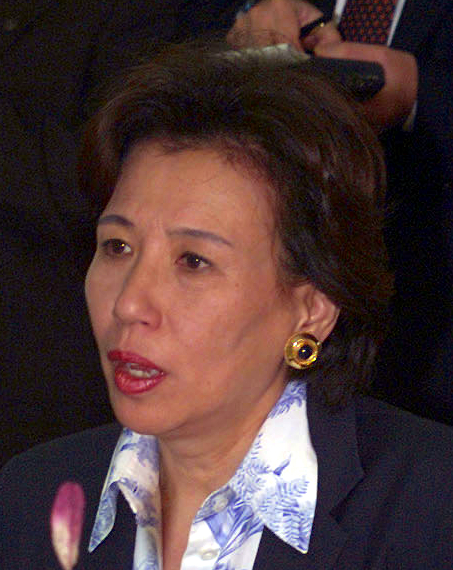
Tanaka Makiko
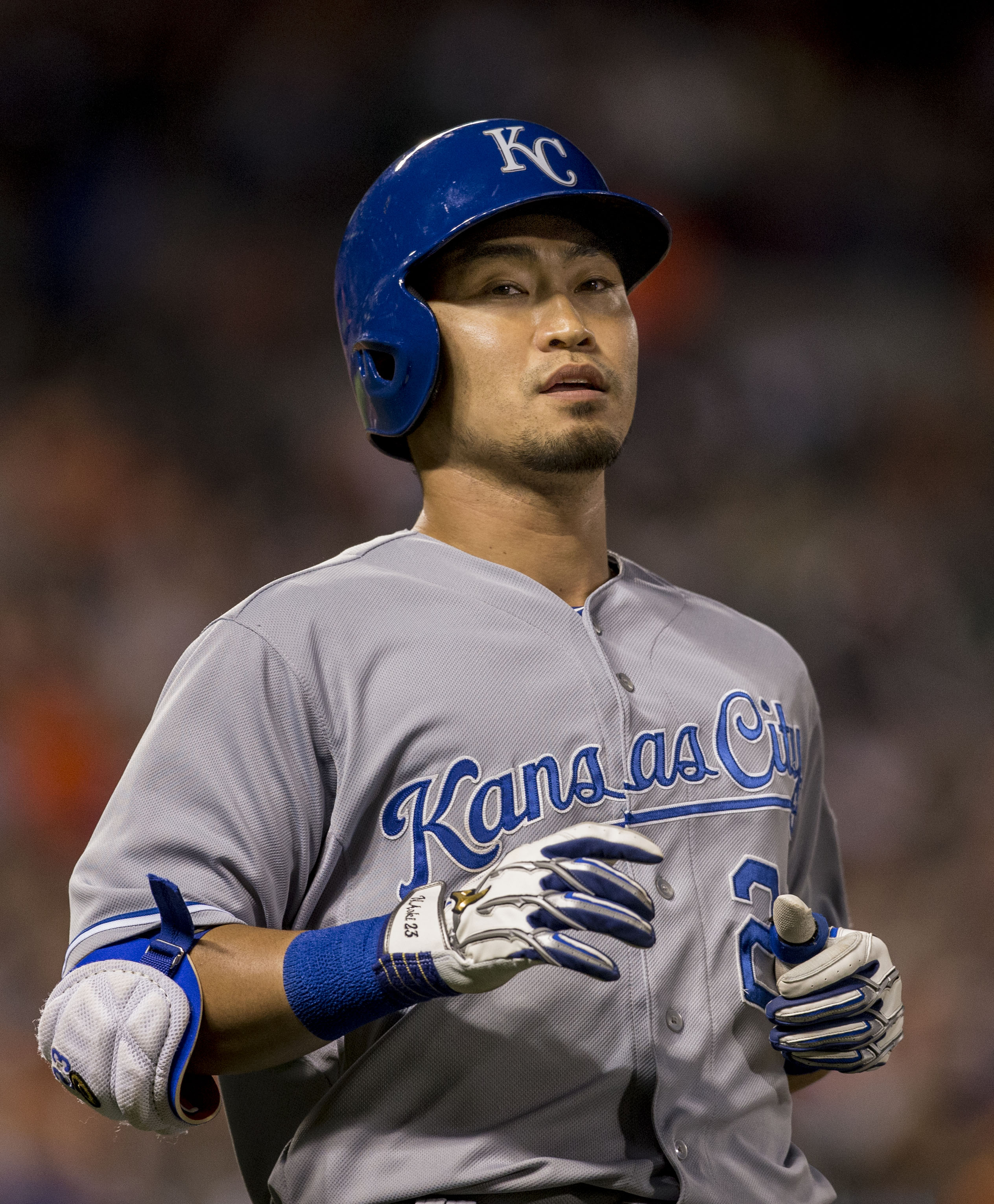
Aoki Nori
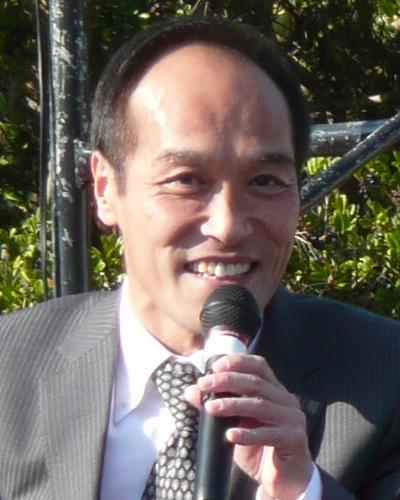
Higashikokubaru Hideo
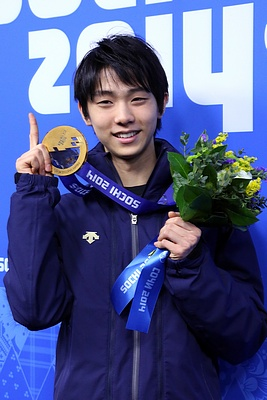
Hanyu Yuzuru
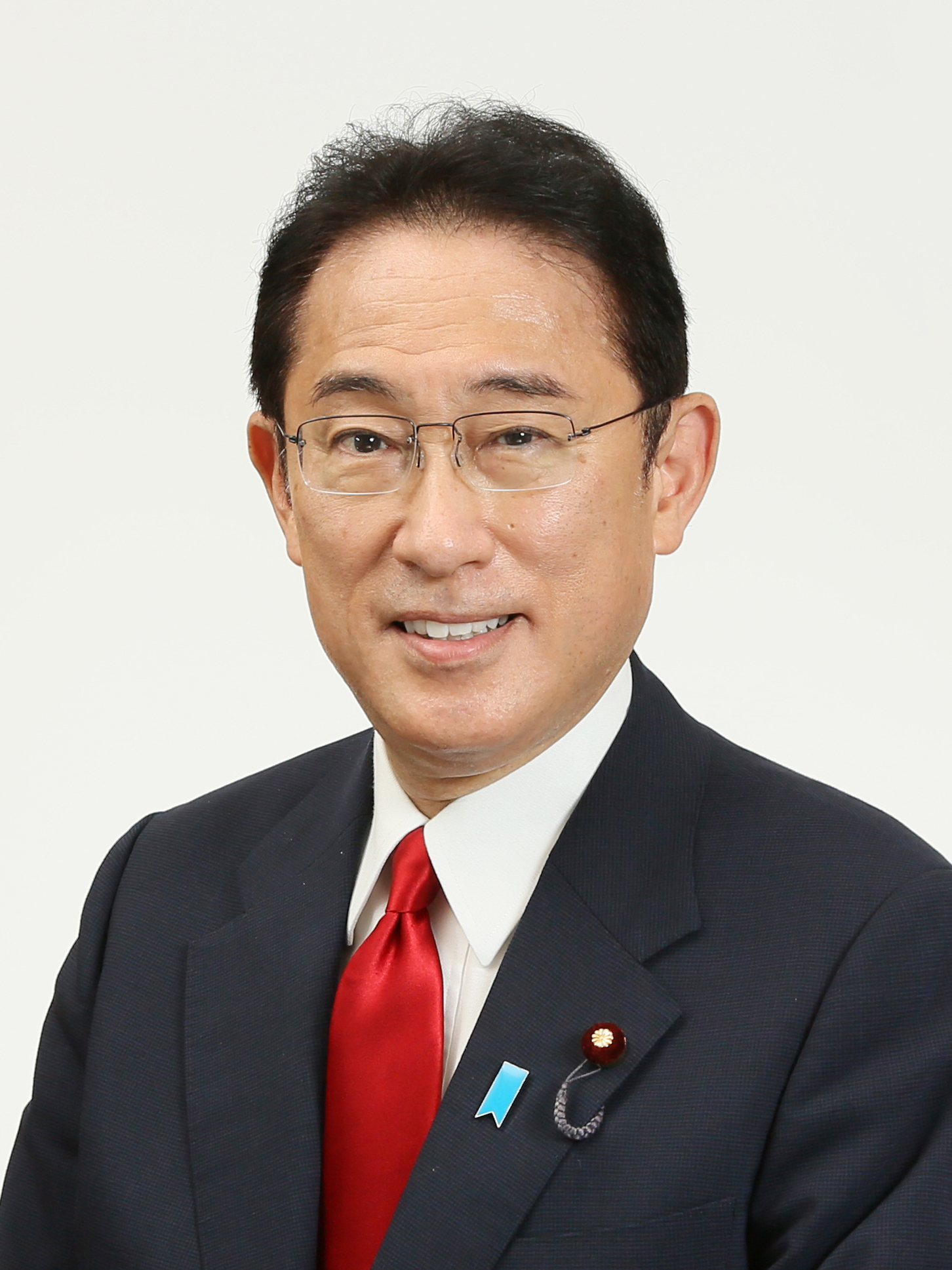
Kishida Fumio

## Thư viện ảnh

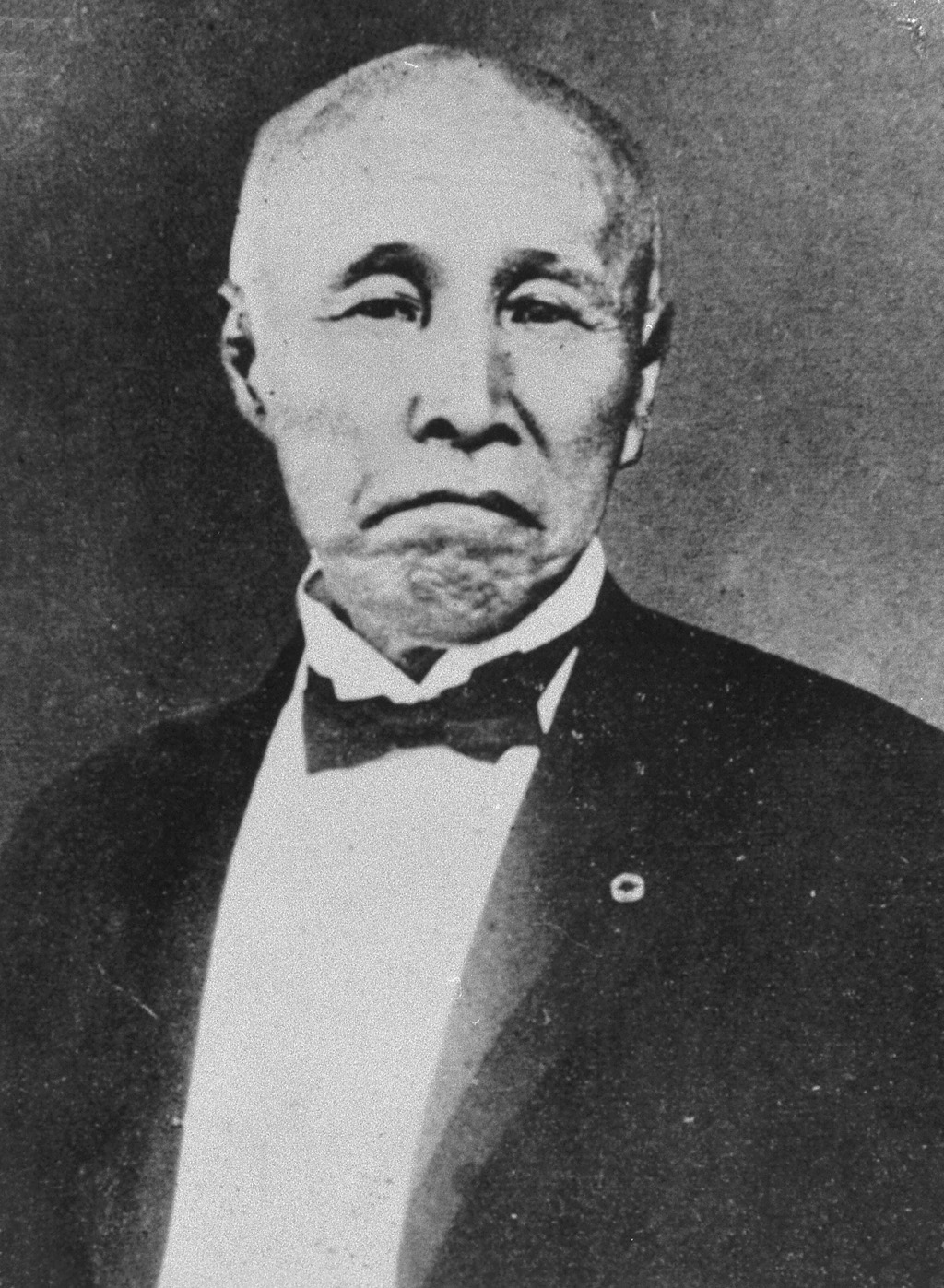
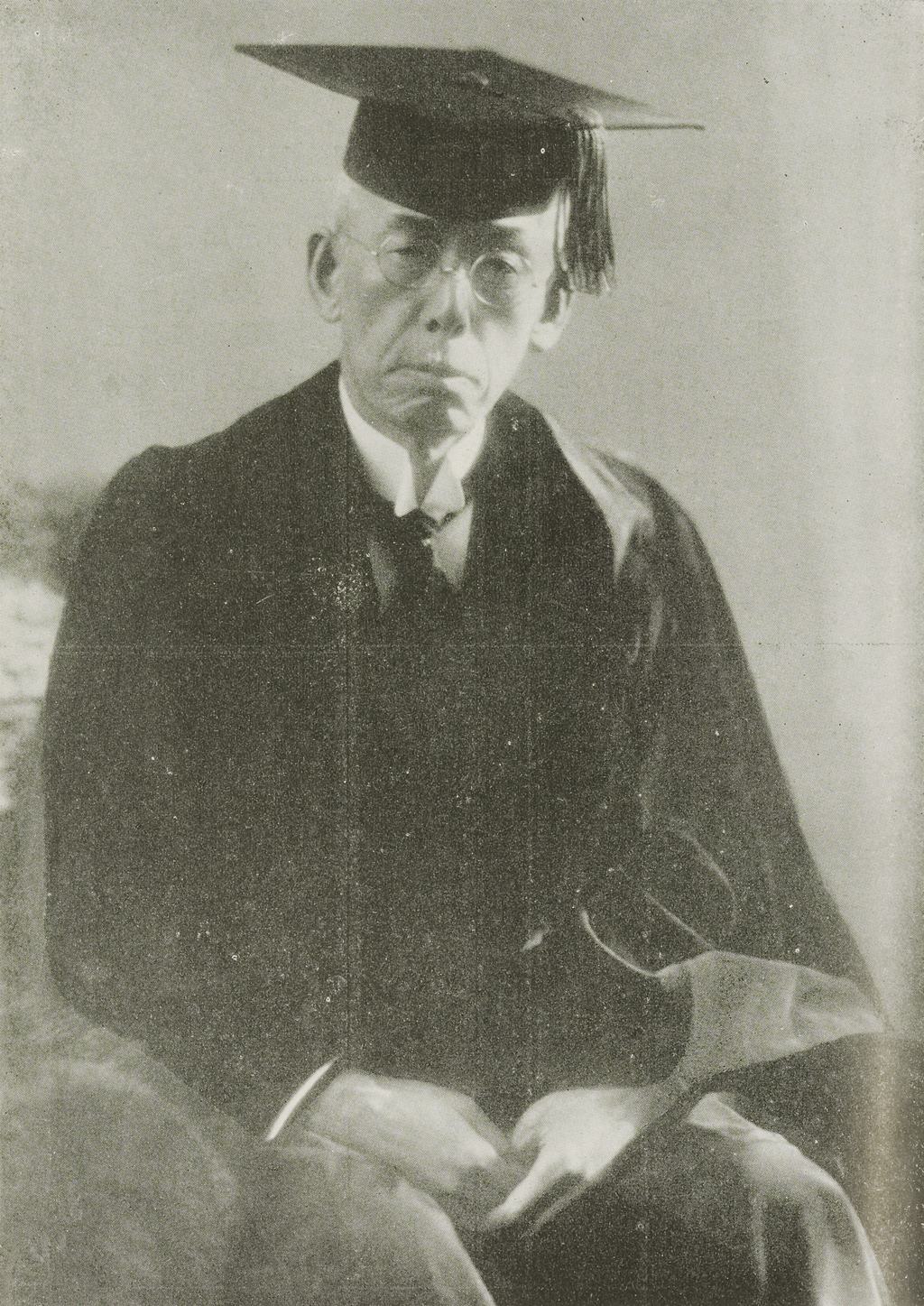
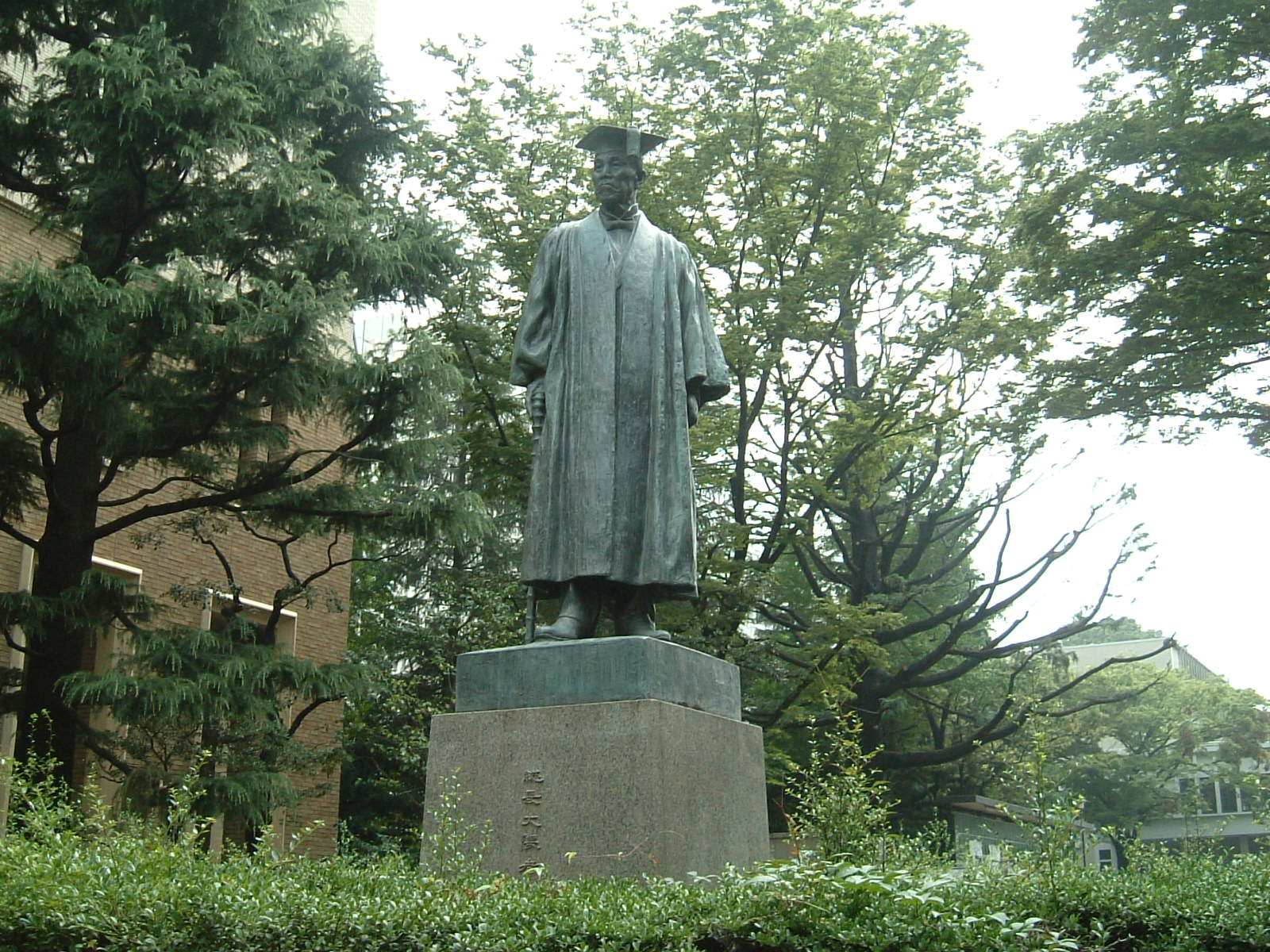
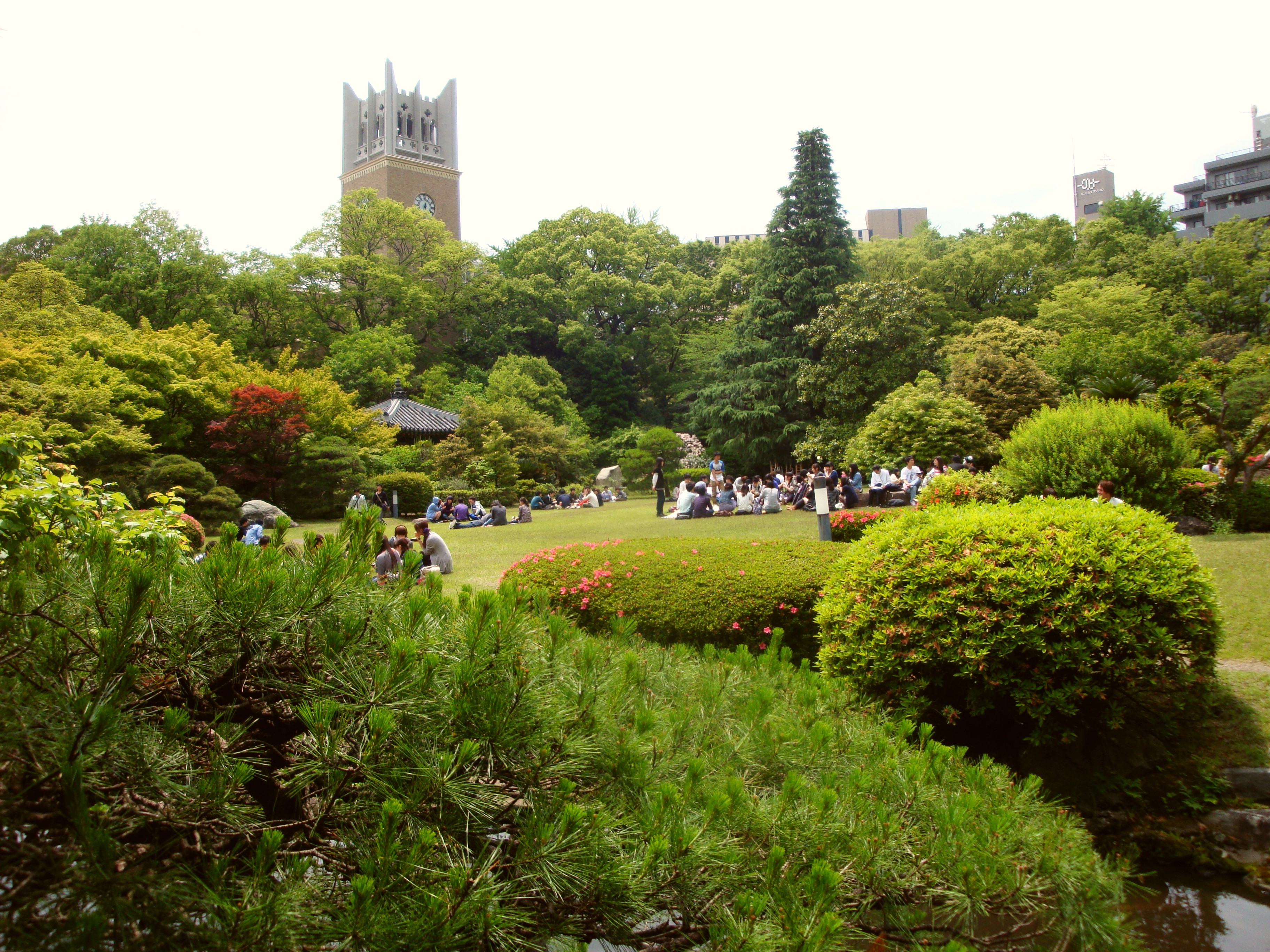
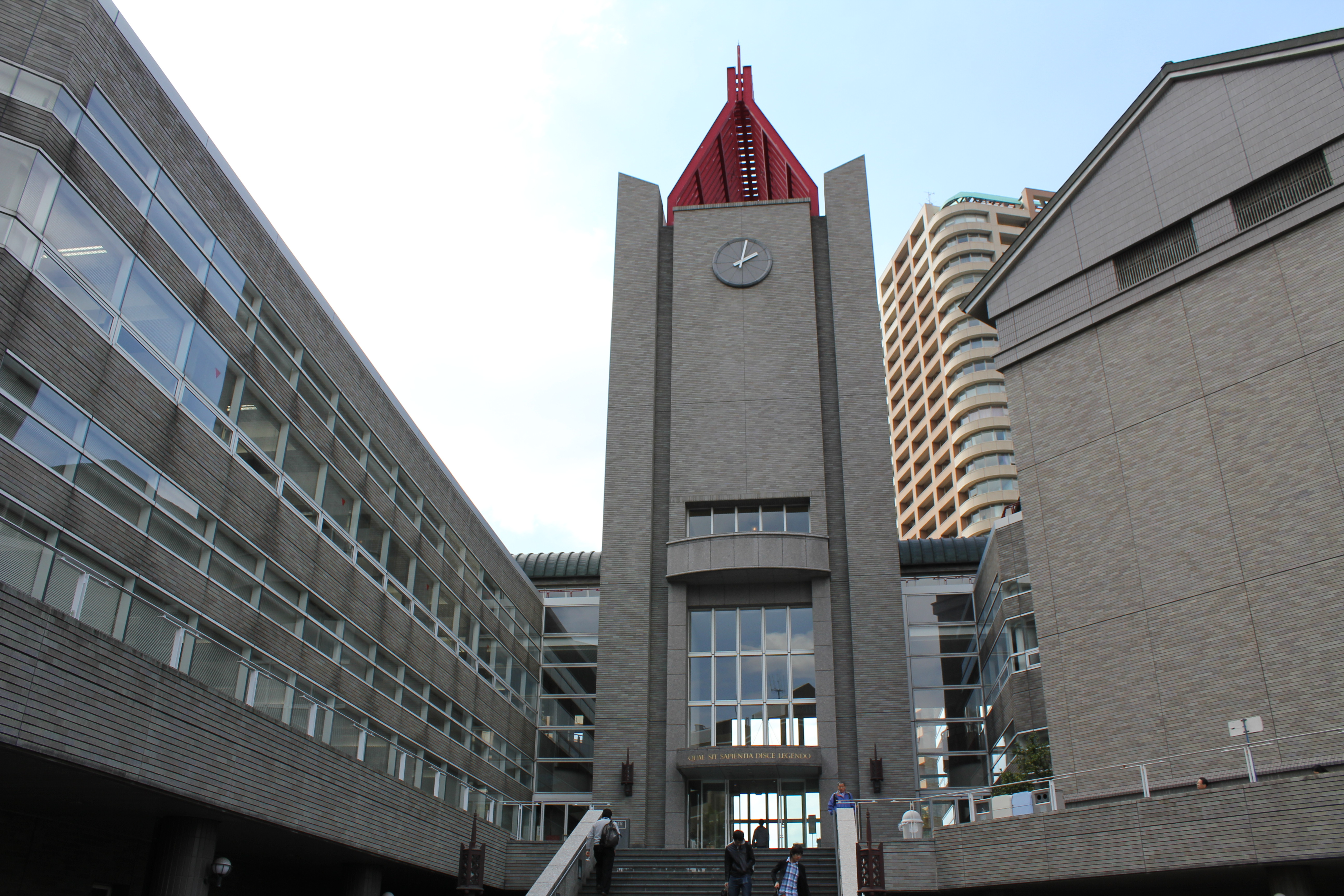
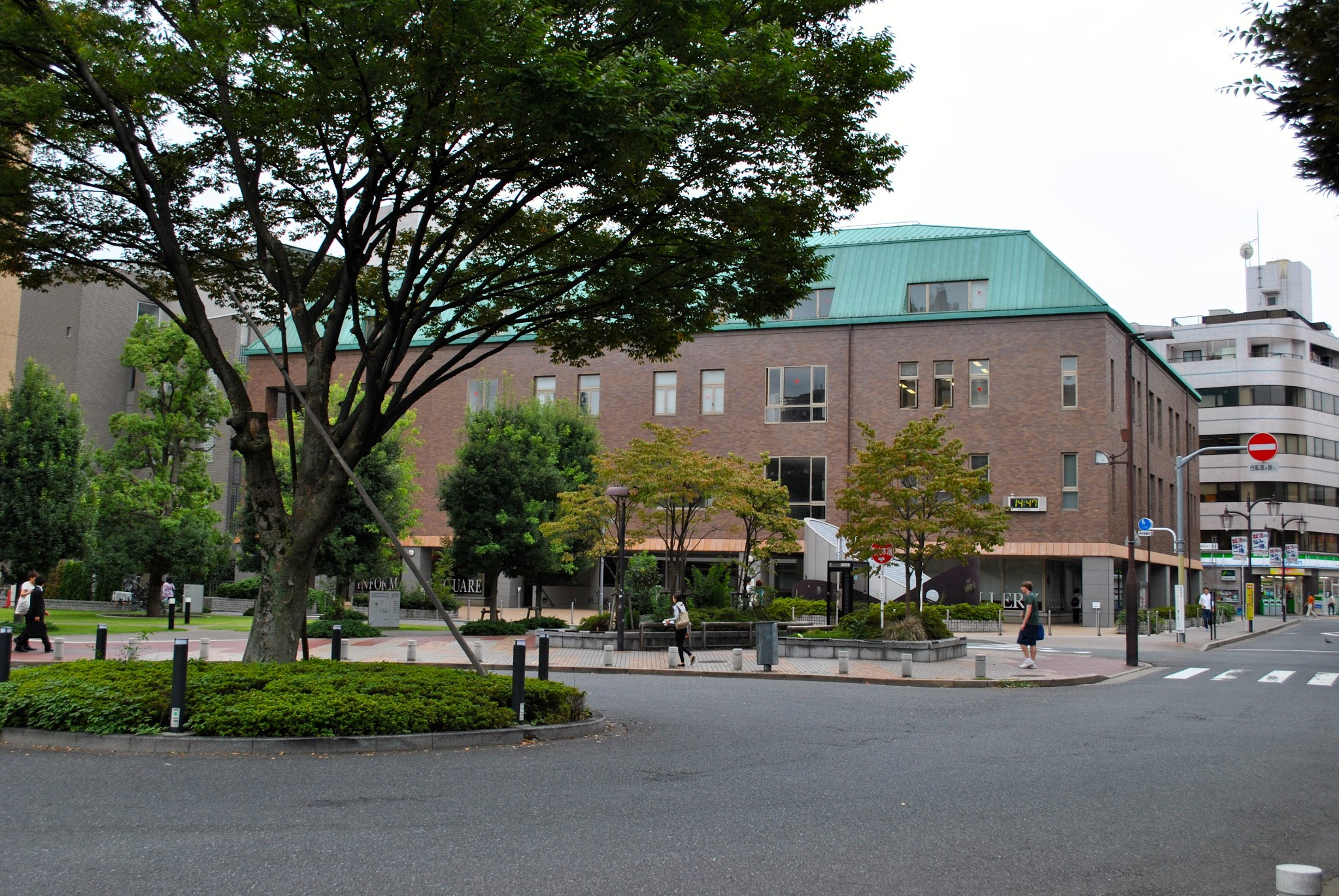
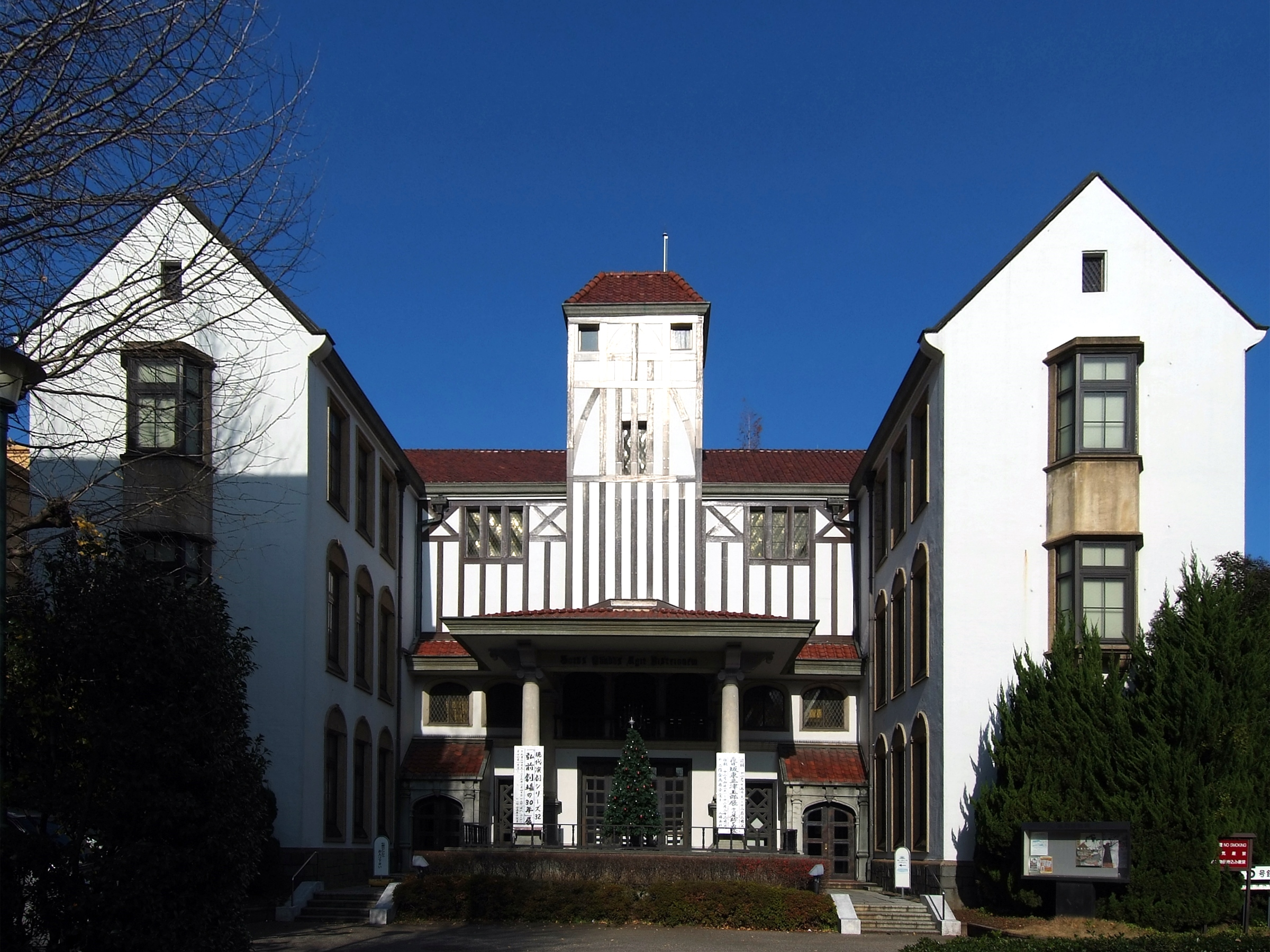
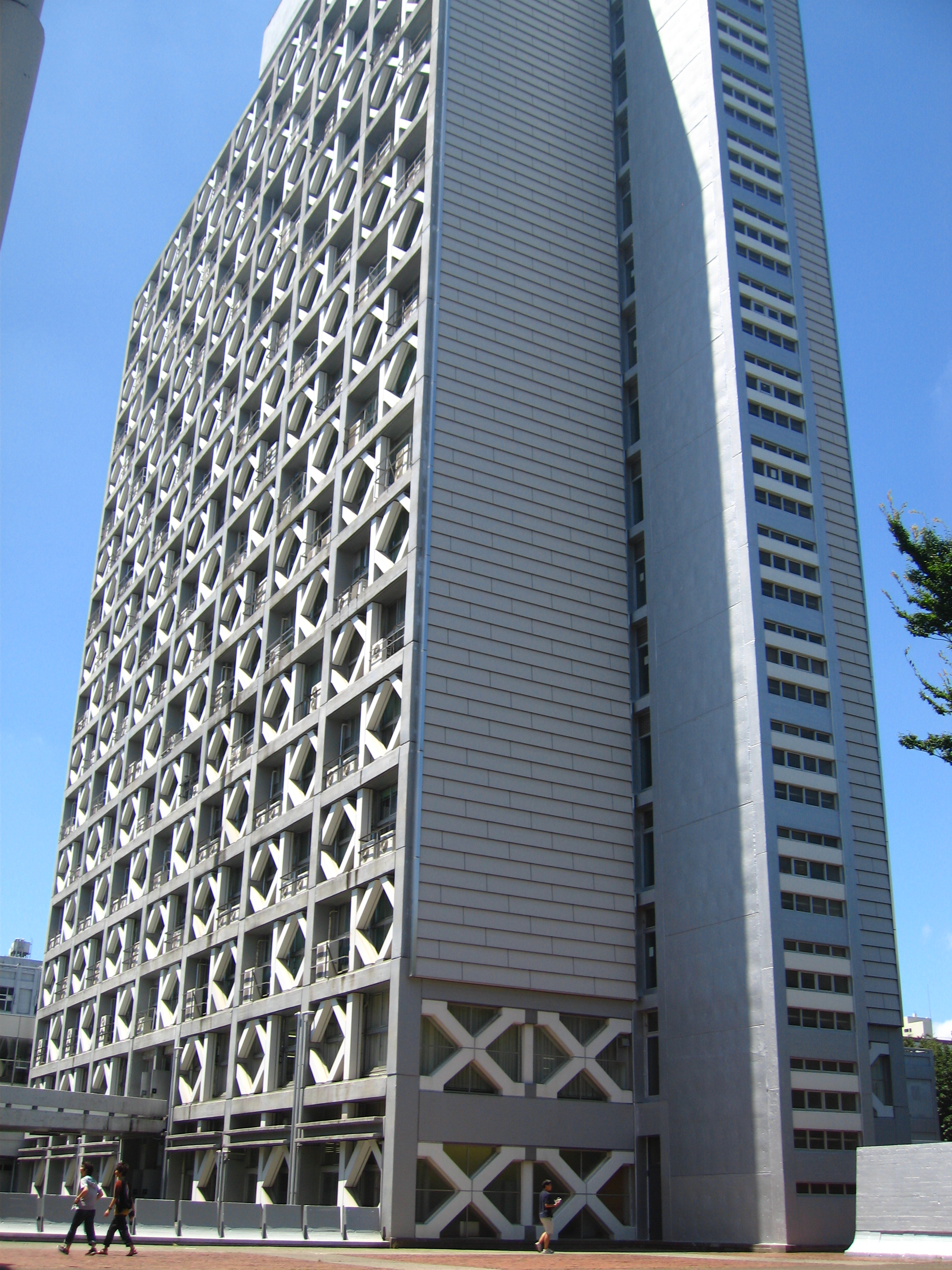
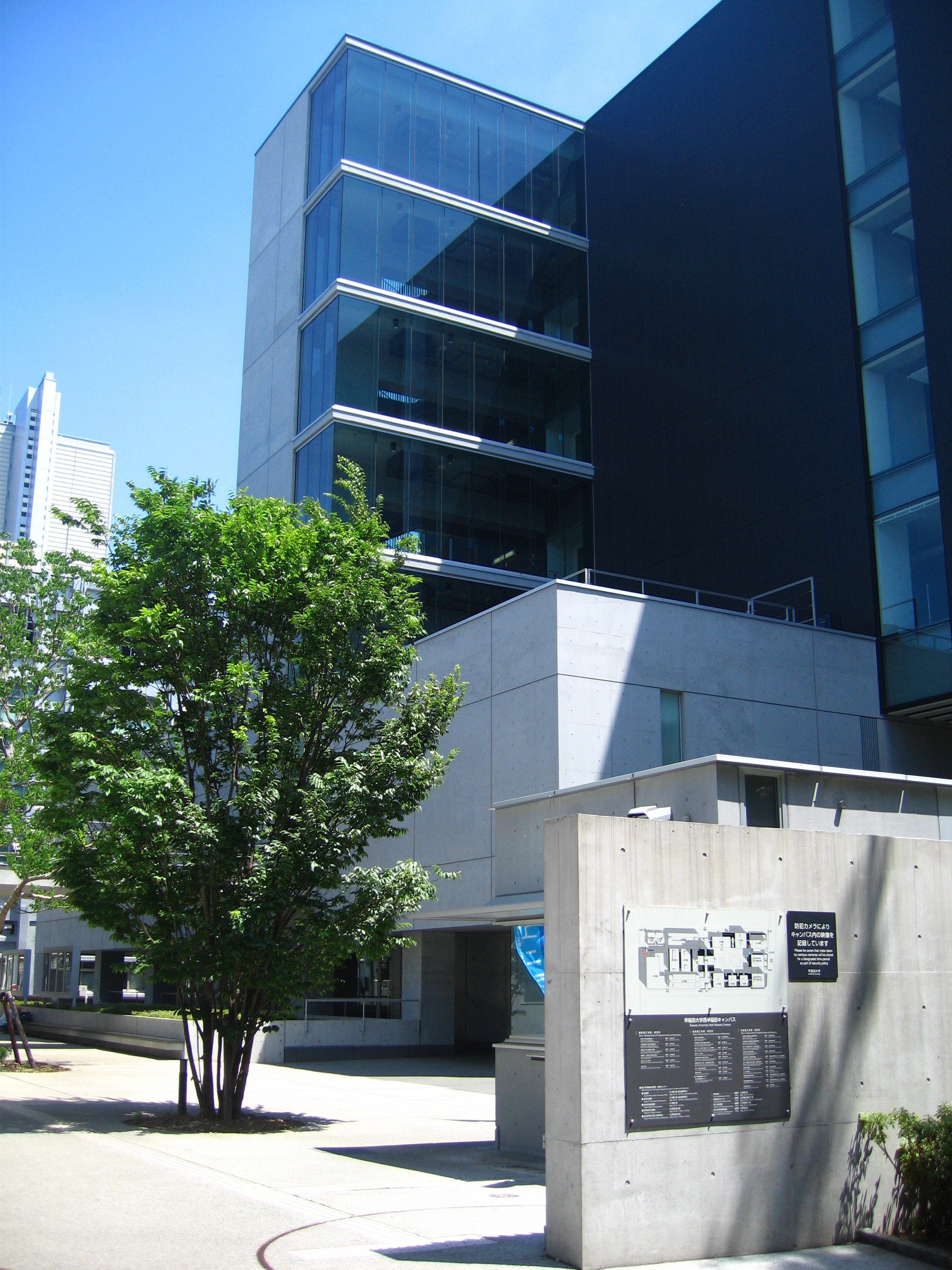
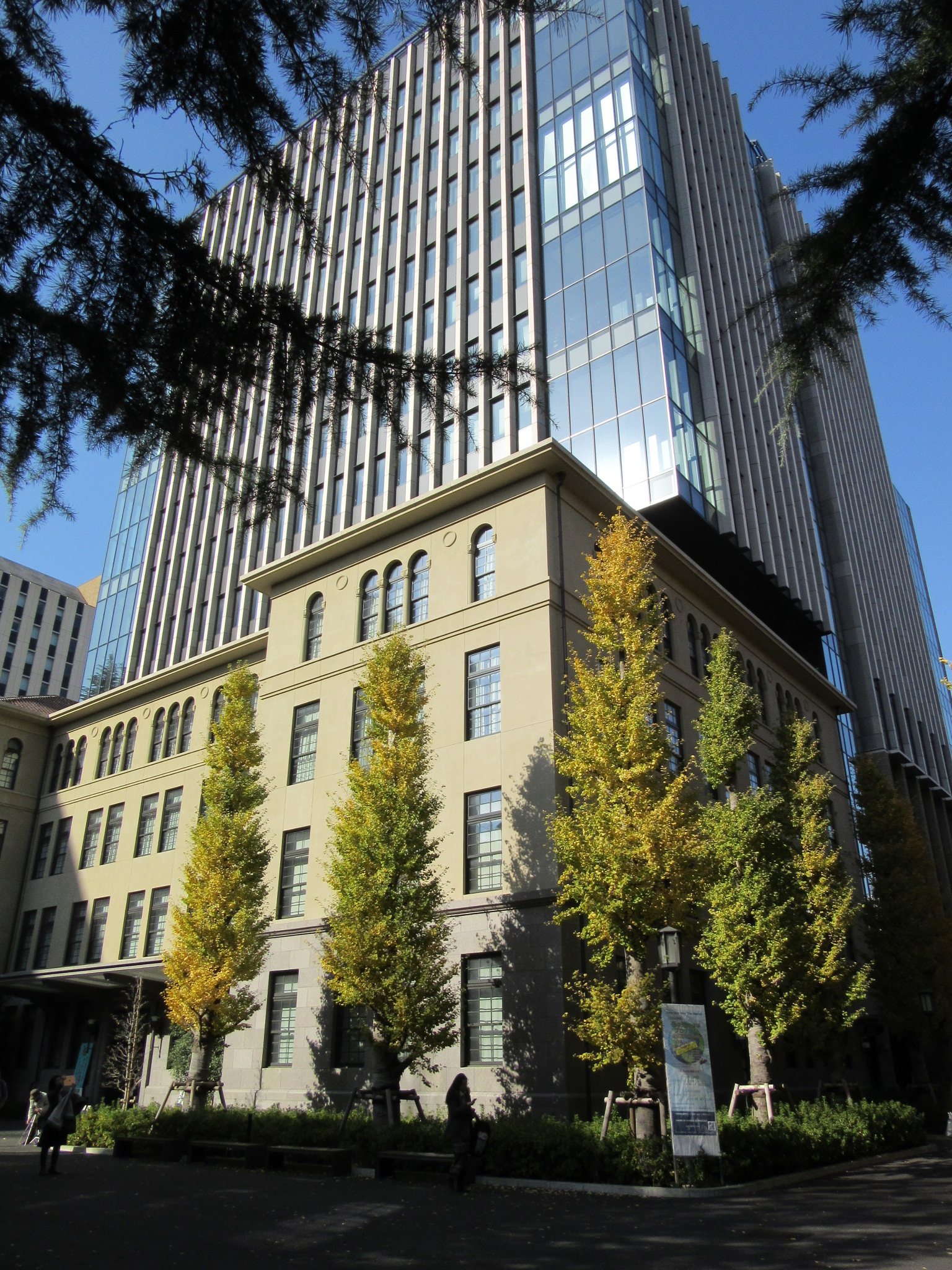
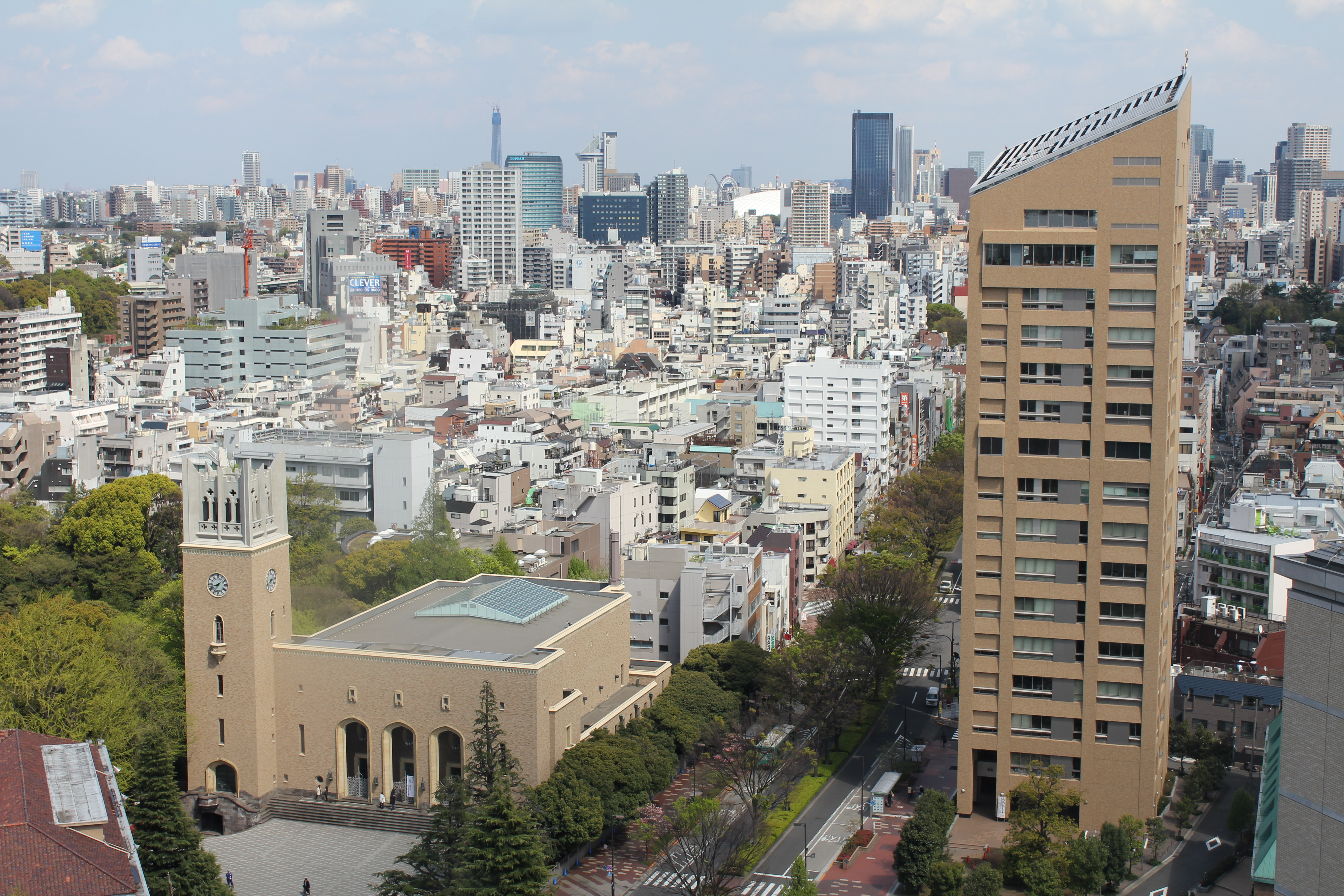
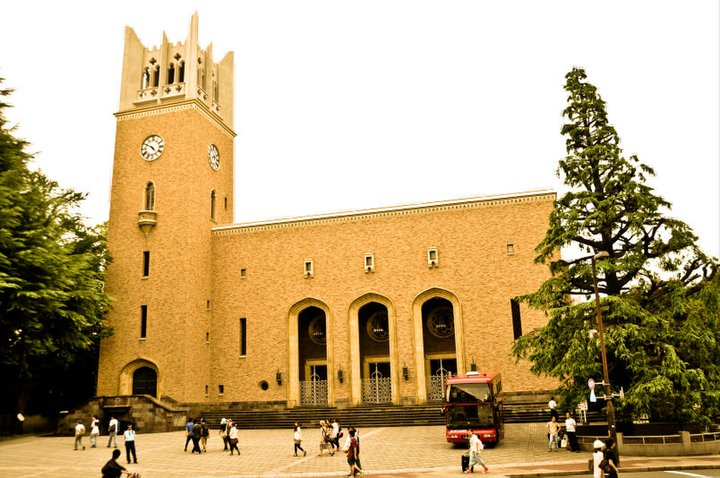
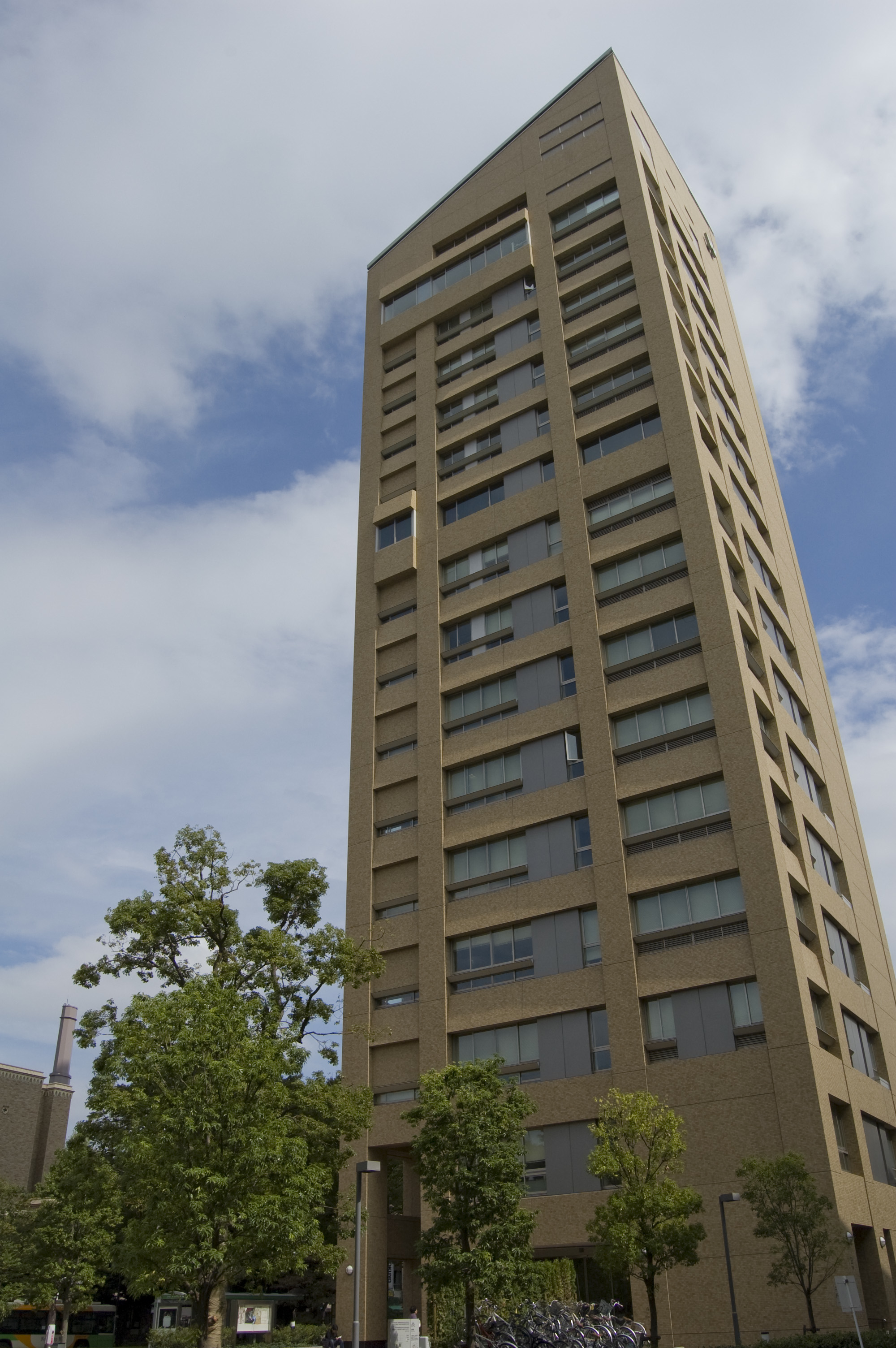
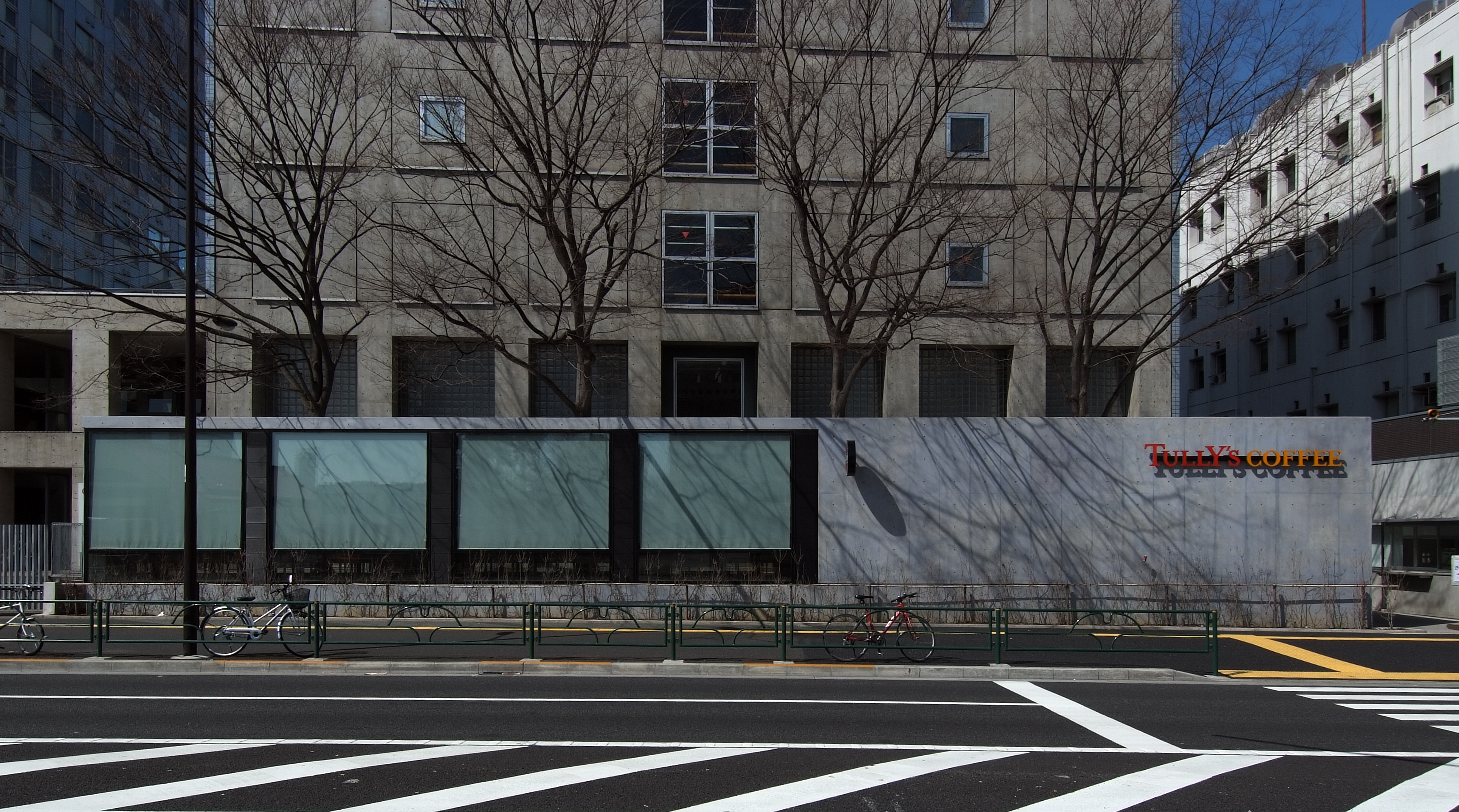
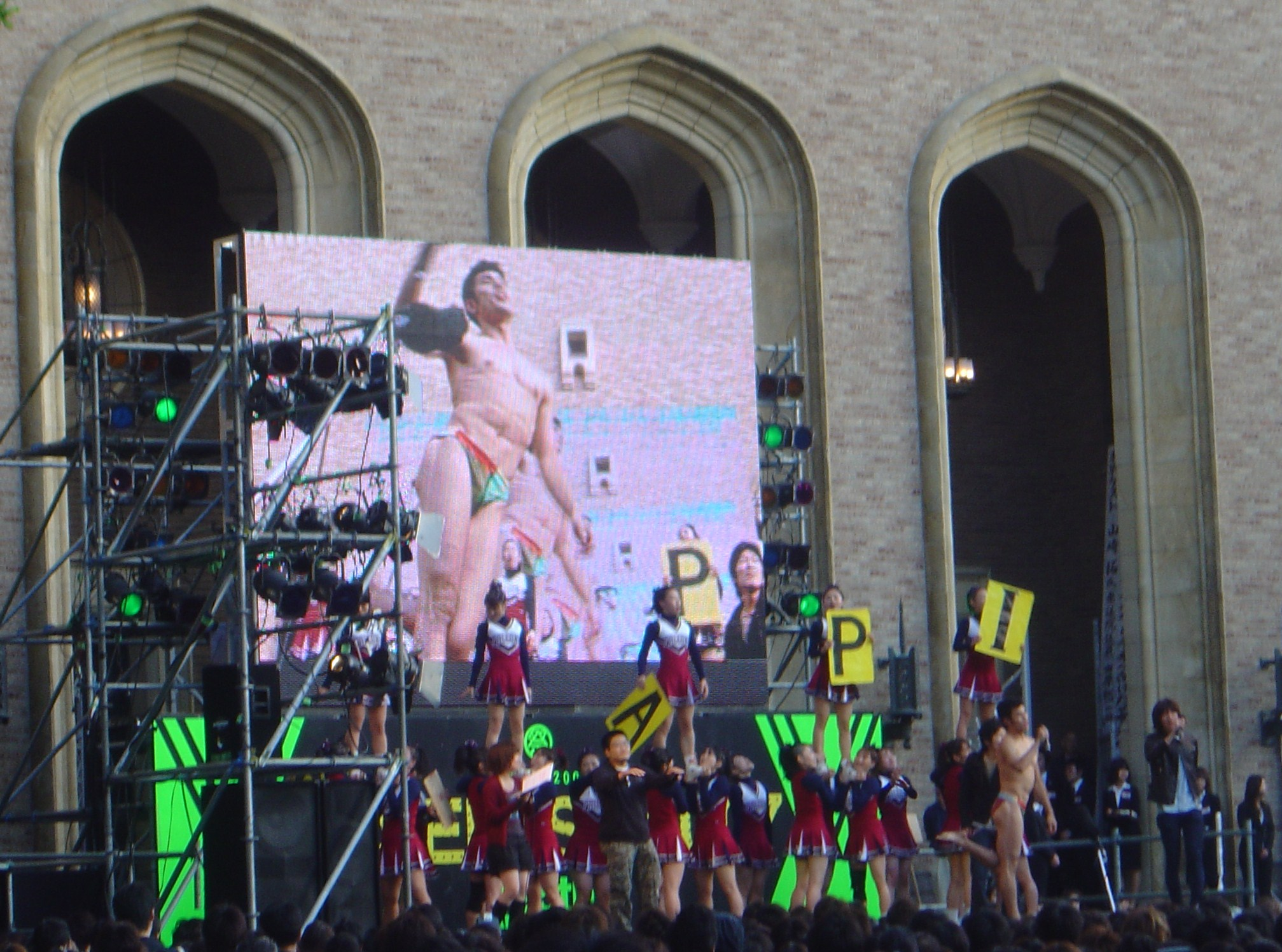
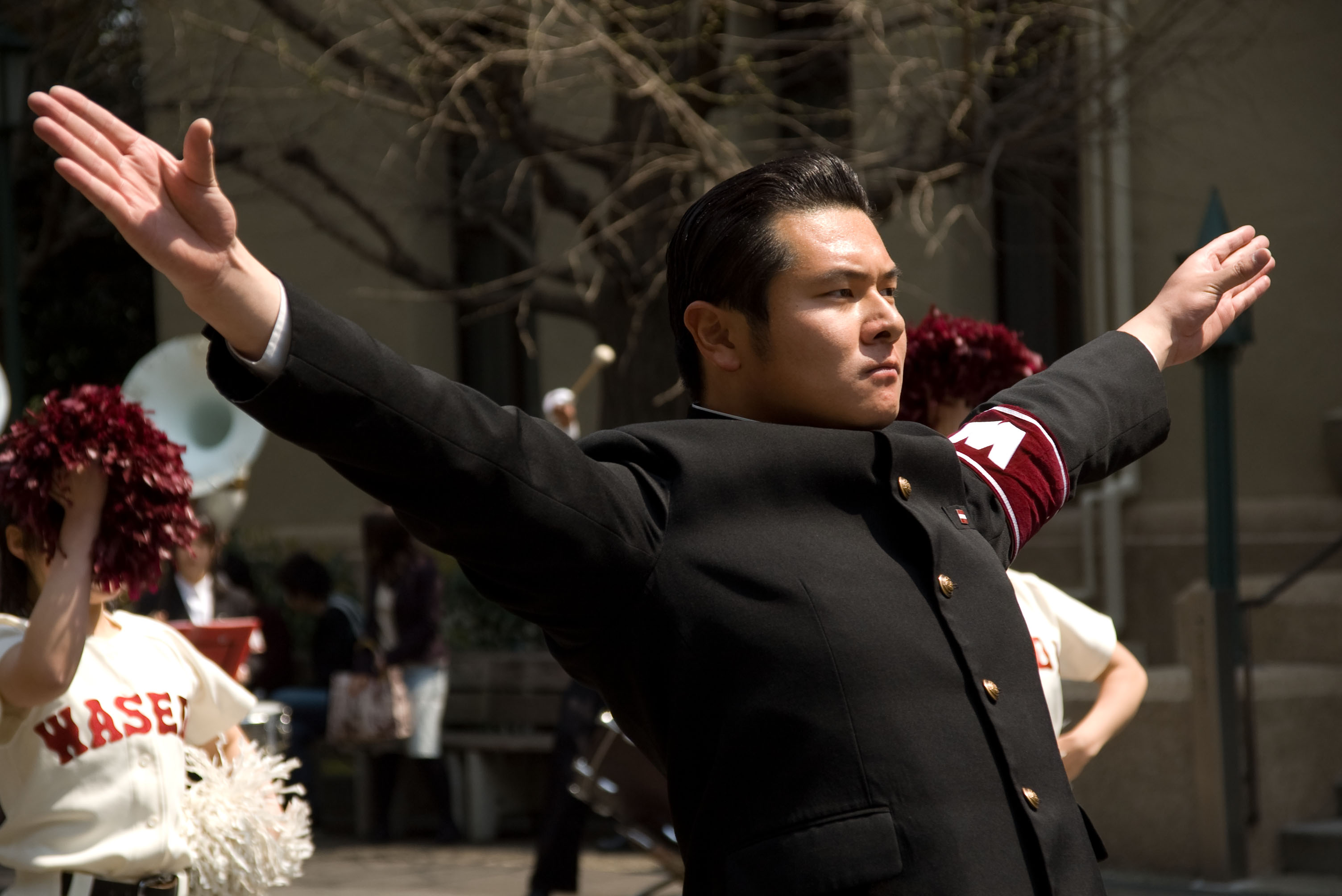
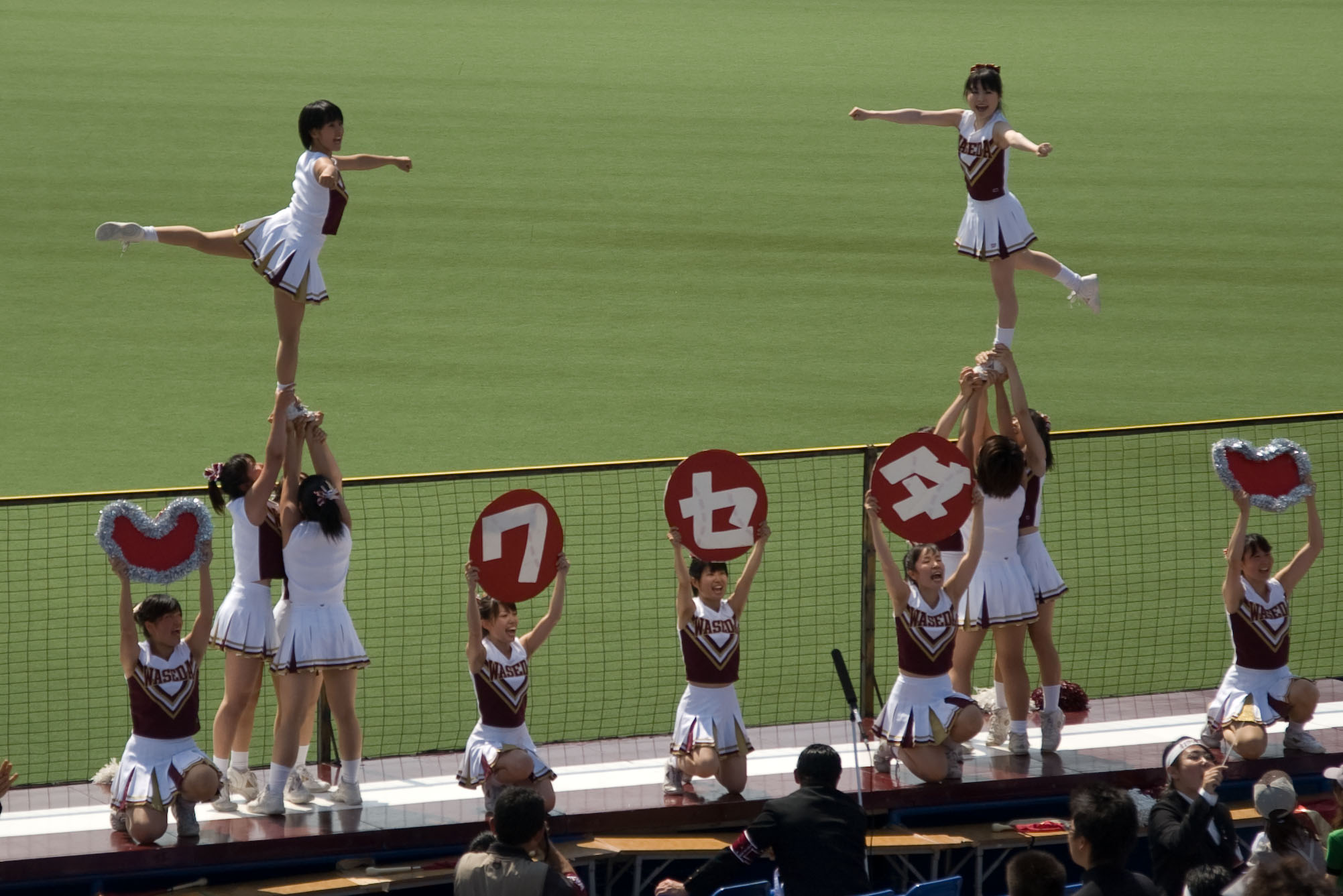
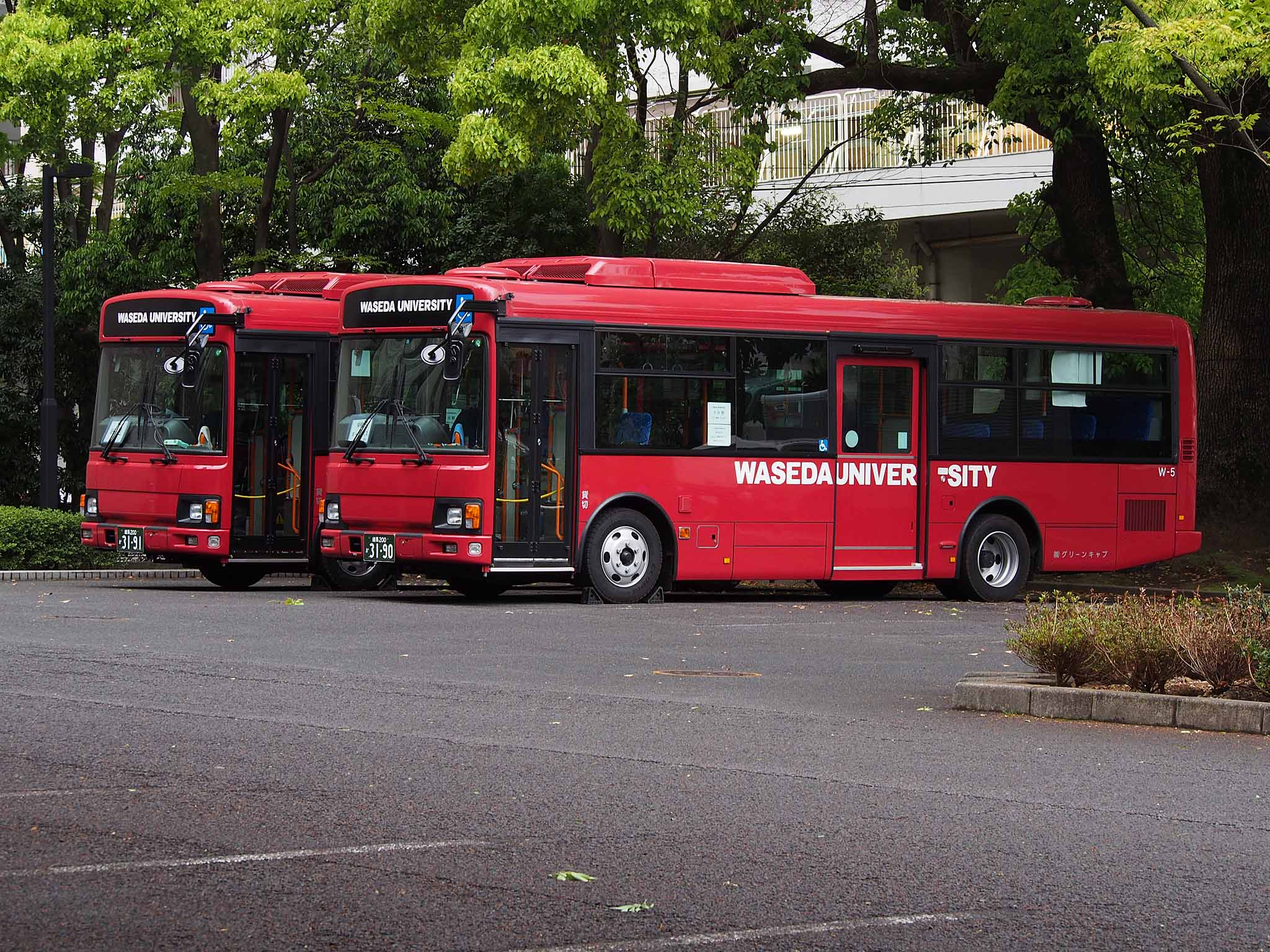
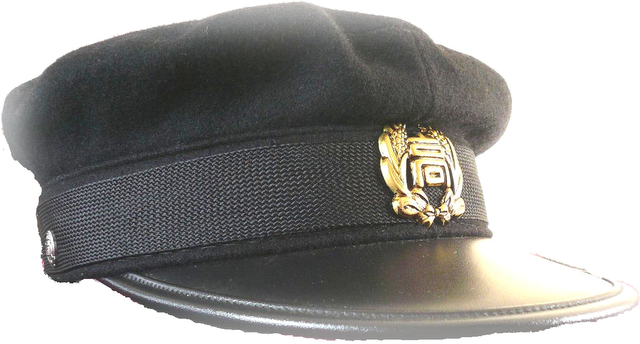